# Podgumer Col
Der Podgumer Col (englisch; bulgarisch Подгумерска седловина Podgumerska sedlowina) ist ein größtenteils unvereister und über 800 m hoher Bergsattel auf der Trinity-Halbinsel im Norden des Grahamlands auf der Antarktischen Halbinsel. Er verbindet 1,03 km westnordwestlich des Gurgulyat Peak, 6,6 km nördlich bis westlich des Mount Bradley und 10 km südlich bis westlich des Zlidol Gate die Kondofrey Heights im Osten mit dem Detroit-Plateau im Westen. Der obere Abschnitt des Victory-Gletscher liegt nördlich, ein Nebengletscher des Snepole-Piedmont-Gletschers südlich von ihm.
Deutsche und britische Wissenschaftler kartierten ihn 1996 gemeinsam. Die bulgarische Kommission für Antarktische Geographische Namen benannte ihn 2010 nach der Ortschaft Podgumer im Westen Bulgariens.